# Once... Upon A December's Dawn
Once... Upon A December's Dawn es el tercer EP de la banda alemana de metal sinfónico—en ese entonces death metal— Haggard, publicado en 1995. Este trabajo sería el último antes de que la banda incorporara aspectos sinfónicos a sus obras. A partir de su quinto EP, And Thou Shalt Trust... The Seer, publicado en 1996, y más claramente desde su primer álbum de estudio, titulado con el mismo nombre y publicado en 1997, se puede apreciar la evolución musical hacia el metal sinfónico que ha marcado a la banda en los últimos años.

## Lista de canciones
1. «Perpetual Emotions»
2. «The Tragedy»
3. «Afterlife»
4. «The Lost Forgiveness»
5. «Circle of Dreams»

- Datos: Q9052341